# 小堀秀行
小堀 秀行（こぼり ひでゆき、1962年 - ）は、日本の弁護士。弁護士法人兼六法律事務所代表。小堀法律事務所所長。

## 年表
- 1962年 - 福井県三方郡三方町（現・三方上中郡若狭町）生まれ
- 1984年 - 名古屋大学法学部卒業
- 1988年 - 弁護士登録
- 1992年 - 石川県暴力追放運動推進センター相談員
- 1995年 - 金沢弁護士会副会長
- 1996年 - 金沢弁護士会副会長
- 2001年 - 金沢弁護士会副会長
- 2003年 - 全国倒産処理弁護士ネットワーク理事
- 2005年 - 医療事故情報センター理事
- 2005年 - 中小企業基盤整備機構アドバイザー
- 2006年 - 石川県収用委員
- 2007年 - 破産実務Ｑ＆Ａ150問（共著）執筆
- 2007年 - 金沢大学法科大学院講師（倒産処理法）
- 2008年 - 金沢簡易裁判所調停委員
- 2009年 - 金沢弁護士会副会長
- 2010年 - 通常再生の実務Ｑ＆Ａ120問（共著）執筆
- 2012年 - 破産実務Ｑ＆Ａ200問（共著）執筆
- 2013年 -「弁護士の過去・現在・未来」『自由と正義』掲載
- 2013年 - 全国倒産処理弁護士ネットワーク常務理事
- 2014年 - 倒産法改正150の検討課題（共著）執筆
- 2015年 - 迅速で円満な解決を目指す弁護士の会代表就任
- 2015年 - 注釈破産法（共著・編集委員）執筆
- 2016年 - 日本マーケティング学会会員
- 2018年 - 金沢弁護士会会長・日本弁護士連合会理事
- 2019年 - 破産実務Ｑ＆Ａ220問（共著）執筆
- 2019年 - 石川県情報公開審査会会長
- 2019年 - 石川県個人情報保護審査会会長
- 2020年 - 石川県行政不服審査会会長